# 발레뒤쥐
발레뒤쥐(Sorex antinorii)는 땃쥐과에 속하는 포유류의 일종이다.

## 분류학
핵형은 2n=24/25, FN=40이다. 2002년까지는 광범위하고 핵형적인 다형성 종 첨서(S. araneus)의 염색체 경쟁의 하나로 간주되었다.

## 분포
풀리아주 남부를 제외한 이탈리아 전역과 프랑스 남동부, 스위스 남부 지역에서 발견된다.

## 서식지
해수면과 해발 1,300m 사이의 울창한 식생 지대를 서식지로 좋아한다.